# Arbasera
Arbasera là một chi bướm đêm thuộc họ Noctuidae.